# ハリー・エドワーズ (ヒーラー)
ハリー・エドワーズ（Harry James Edwards、1893年5月29日 – 1976年12月7日）は、スピリチュアル・ヒーラー、教育者、著述家で、40年近いキャリアがあった。

## 生い立ち
九人の子どもの一人としてロンドンに生まれ、ハリー・エドワーズの父は印刷工で、母はドレスメーカーであった。1905年に12歳でエドワーズは、ロンドン教区の教会少年団（Church Lads Brigade）に参加した。1907年に彼は学校を去って、印刷工の七年間の見習いを始めた。満足な経歴ではなかったが、彼は政治への志が高じて自由党の地元の支部に参加し、政治活動を行った。

1914年に第一次世界大戦が起こると、エドワーズはロイヤル・サセックス連隊に入隊し、インドやイラクへ派兵された。彼は現地では、大尉に任命された。

1921年に彼は英国に帰り、フィリスと結婚した。夫妻はバラムで文具店と印刷所を開き、エドワーズは政治家の道に入ろうと、イギリスの議会や地方議会に自由党の候補として何度か立候補するも、成功はしなかった。またこの頃までに彼は四人の子どもを養った。

## スピリチュアル・ヒーリング
エドワーズは、1936年にスピリチュアリスト・チャーチのミーティングに参加し、居合わせた霊媒にヒーリング力があると言われた時に、スピリチュアル・ヒーラーになった。彼の初期のスピリチュアル・ヒーリングの試みは成功し、徐々にヒーラーとしての評判が広がり、彼のサービスの需要は高まった。 第二次世界大戦中は、エドワーズはヒーラーの実践と平行してホーム・ガードに就き印刷業を続けた。次第に彼の名声が広まるにつれ、彼のヒーリングが印刷業に取って代わり、後に印刷業は彼の弟がすることになった。ハリーは第二次大戦後すぐにサリーにあるストーンリーに移り、彼は自宅の表側の部屋をヒーリング・サンクチュアリとして使った。
やがて彼を訪ねる患者の数が増えて家が手狭になったので、1946年に彼は家族と治療所をバローズ・リー（シェアにある広大な庭と森が付いた大きな家）に移し、「ハリー・エドワーズ・ヒーリング・サンクチュアリ」を設立した。彼のヒーラーとしての名声が広がると、彼は週に10,000通の助けと遠隔治療を求める手紙を受け取っていた。
1948年にエドワーズはマンチェスターでヒーリングのデモンストレーションを行い、6,000人が参加した。1951年9月の英国祭では彼はロンドンのロイヤル・フェスティバル・ホールに登場し、満員のホールでスピリチュアル・ヒーリングを実演した。1955年に彼は英国スピリチュアルヒーラーズ連盟（National Federation of Spiritual Healers）を設立し最初の会長になった。
神癒に関する大主教委員会（Archbishops’ Commission on Divine Healing）が1953年にスピリチュアル・ヒーリングを調査するために立ち上がると、エドワーズは1954年に委員会に取り組み、ヒーリングが成功した多数の事例の証拠書類を提供した。同時期に彼はロイヤル・アルバート・ホールで6,000人の公衆を前に実演した。委員会の報告は1958年に出され、

教会も医師会も、ヒーリングの成功に貢献したという霊的治療者の主張を受け入れないと述べた。ハリー・エドワーズが委員会の前に現れたという事実にもかかわらず、彼に最終報告のコピーが送られることはなかった。
エドワーズは、ジョゼフ・リスターやルイ・パスツールを含む亡くなった科学者が彼と働いていると主張した。アセリアス・ソサエティーを設立したジョージ・キングは、彼の治療力を称賛した。

ハリー・エドワーズは、1976年12月に83歳で死去した。

## 出版物
- 『ジャック・ウェバーの霊現象』
  - The Mediumship of Jack Webber　 Rider & Co, New York (1940)
- 『霊癒の科学』
  - The Science of Spirit Healing　 Rider & Co, New York (1943)
- 『霊的治療の解明』 
  - Spirit Healing (1960)
- 『スピリチュアル・ヒーリングの力』
  - The Power of Spiritual Healing　 Herbert Jenkins Ltd (1963)
- 『ヒーリングの叡智』
  - The Healing Intelligence (1965)
- 『スピリチュアル・ヒーリング 理解と実践のためのガイド』
  - A Guide to the Understanding and Practice of Spiritual Healing　 The Healer Publishing Company Limited (1974)